# César-díjak 2008
A 33. César-díj átadó ünnepségre 2008. február 22-én került sor a párizsi Châtelet Színházban. Az ünnepségen Jean Rochefort színész elnökölt, a házigazda pedig – immár ötödik alkalommal – Antoine de Caunes színész volt.
A filmes szakma mintegy 3500 képviselőjének szavazata alapján összeállított jelölések listáját 2007. január 25-én hozták nyilvánosságra. A 2007. évi francia filmtermésből két alkotás indult nagy eséllyel a díjért 11-11 jelöléssel: Olivier Dahan Édith Piaf életét feldolgozó, francia-brit-cseh koprodukcióban készített filmdrámája (Piaf), főszerepében a legjobb színésznőként ez évben Golden Globe-díjjal, majd Oscar-díjjal is jutalmazott Marion Cotillard-ral, valamint Claude Miller Un secret című alkotása. 7 kategóriában is jelölték Julian Schnabel két Golden Globe-díjas és a 2007-es cannes-i fesztiválon legjobb rendezés díját elnyert Szkafander és pillangó című francia-amerikai filmdrámáját.
A gálaest megnyitóján filmrészletek bejátszásával emlékeztek meg a francia filmművészet 2007-ben elhunyt három szupersztárjáról, Michel Serrault-ról,  Jean-Pierre Cassel-ről és Jean-Claude Brialy-ról.
A díjak odaítélése nem hozott nagy meglepetést. Öt díjat kapott a Piaf (legjobb színésznő, legjobb operatőr, legjobb jelmez, legjobb díszlet és  legjobb hang), négy – nagyon jelentős – díjat nyert el Abdellatif Kechiche A kuszkusz titka című alkotása (legjobb film, legjobb rendező, legjobb eredeti forgatókönyv és legígéretesebb fiatal színésznő)
A gála legnagyobb vesztese Claude Miller Un secret című filmje: a 11 jelölésből mindössze Julie Depardieu kapta meg a legjobb mellékszereplő színésznőnek járó díjat.
A legjobb külföldi filmek versenyében David Cronenberg Eastern Promises – Gyilkos ígéretek című filmje mellett három olyan alkotás is nagy eséllyel indult, amely a 2007-es cannes-i fesztivál hivatalos programjában már jól szerepelt. a román Cristian Mungiu Arany Pálmát kapott 4 hónap, 3 hét, 2 nap című filmdrámája, a török Fatih Akın legjobb forgatókönyves Auf der anderen Seite című filmje, valamint az amerikai James Gray Az éjszaka urai című thrillerje. A díjat végül Florian Henckel von Donnersmarck A mások élete című alkotása kapta.
Három személynek ítéltek oda tiszteletbeli Césart: Roberto Benigni olasz színész-filmrendezőnek, életművéért, a 60 éve pályán lévő Jeanne Moreau francia színésznőnek és posztumusz Romy Schneider színésznőnek, aki 2008-ban lett volna 70 éves…

## Díjazottak és jelöltek
| Díjak                            | Díjazottak és jelöltek |
| -------------------------------- | --- |

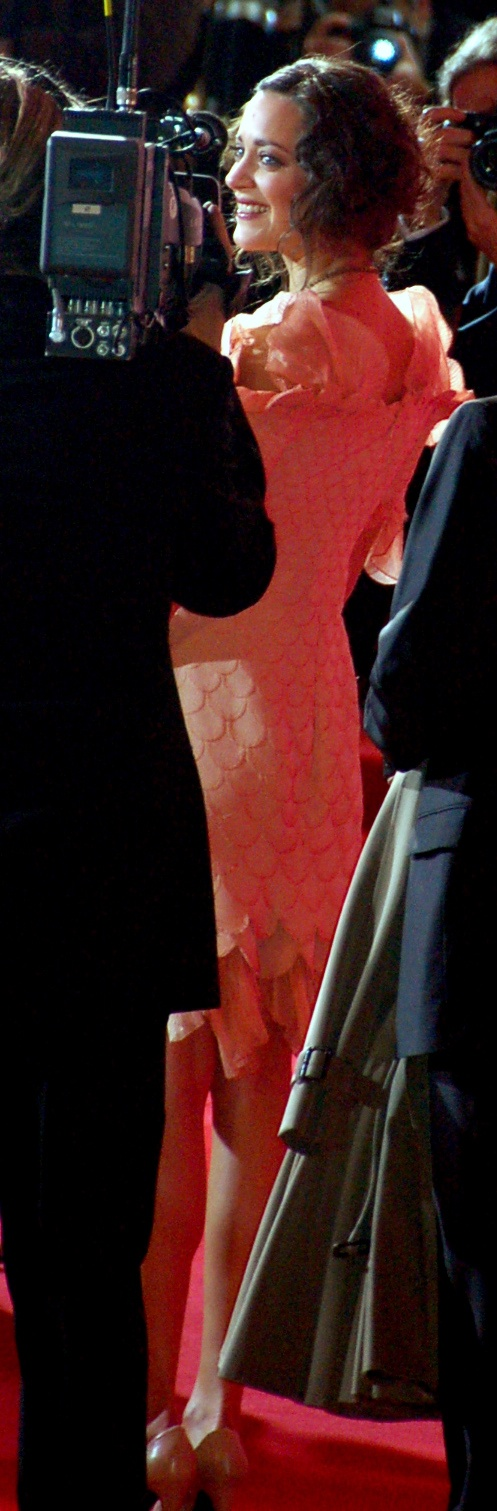
Marion Cotillard, a legjobb színésznő

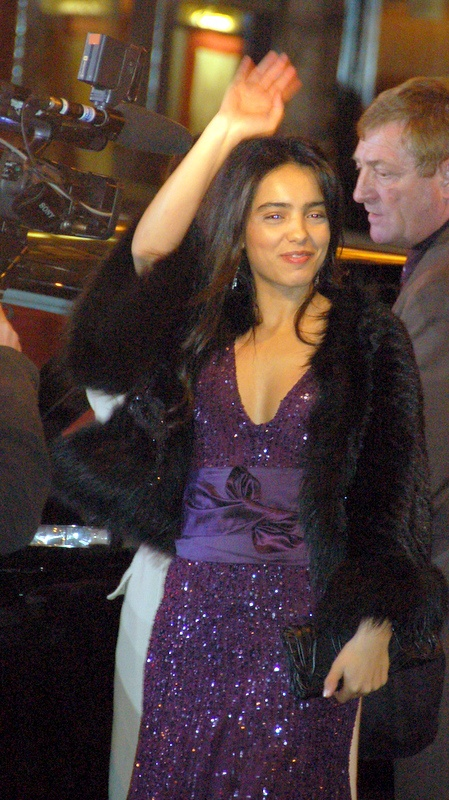
Hafsia Herzi, a legígéretesebb fiatal színésznő

| Legjobb film                     | - A kuszkusz titka (La graine et le mulet), rendezte: Abdellatif Kechiche - Piaf (La Môme), rendezte: Olivier Dahan - Szkafander és pillangó (Le scaphandre et le papillon), rendezte: Julian Schnabel - Persepolis (Persépolis), rendezte: Marjane Satrapi és Vincent Paronnaud - Un secret, rendezte: Claude Miller |
| Legjobb rendező                  | - Abdellatif Kechiche – A kuszkusz titka (La graine et le mulet) - Olivier Dahan – Piaf (La Môme) - Claude Miller – Un secret - Julian Schnabel – Szkafander és pillangó (Le scaphandre et le papillon) - André Téchiné – Szemtanúk (Les témoins) |
| Legjobb színésznő                | - Marion Cotillard – Piaf (La Môme) - Isabelle Carré – Anna M. - Cécile de France – Un secret - Marina Foïs – Darling - Catherine Frot – Odette Toulemonde |
| Legjobb színész                  | - Mathieu Amalric – Szkafander és pillangó (Le scaphandre et le papillon) - Michel Blanc – Szemtanúk (Les témoins) - Jean-Pierre Darroussin – Beszélgetés a kertészemmel (Dialogue avec mon jardinier) - Vincent Lindon – Ceux qui restent - Jean-Pierre Marielle – Faut que ça danse ! |
| Legjobb mellékszereplő színésznő | - Julie Depardieu – Un secret - Noémie Lvovsky – Színésznők (Actrices) - Bulle Ogier – Faut que ça danse ! - Ludivine Sagnier – Un secret - Sylvie Testud – Piaf (La Môme) |
| Legjobb mellékszereplő színész   | - Sami Bouajila – Szemtanúk (Les témoins) - Pascal Greggory – Piaf (La Môme) - Michael Lonsdale – La question humaine - Fabrice Luchini – Molière - Laurent Stocker – Egyedül nem megy (Ensemble, c'est tout) |
| Legígéretesebb fiatal színésznő  | - Hafsia Herzi – A kuszkusz titka (La graine et le mulet) - Louise Blachère – Vízi liliomok (Naissance des pieuvres) - Audrey Dana – Bestseller (Roman de gare) - Adèle Haenel – Vízi liliomok (Naissance des pieuvres) - Clotilde Hesme – Szerelmesdalok (Les chansons d'amour) |
| Legígéretesebb fiatal színész    | - Laurent Stocker – Egyedül nem megy (Ensemble, c'est tout) - Nicolas Cazalé – A Provence-i fűszeres (Le fils de l'épicier) - Grégoire Leprince-Ringuet – Szerelmesdalok (Les chansons d'amour) - Johan Libéreau – Szemtanúk (Les témoins) - Jocelyn Quivrin – 99 frank (99 F) |
| Legjobb operatőr                 | - Nagata Tecuo – Piaf (La Môme) - Yves Angelo – Második nekifutás (Le deuxième souffle) - Gérard de Battista – Un secret - Giovanni Fiore Coltellacci – Közeli ellenségek (L'ennemi intime) - Janusz Kamiński – Szkafander és pillangó (Le scaphandre et le papillon) |
| Legjobb vágás                    | - Juliette Welfling – Szkafander és pillangó (Le scaphandre et le papillon) - Ghalya Lacroix és Camille Toubkis – A kuszkusz titka (La graine et le mulet) - Véronique Lange – Un secret - Richard Marizy és Yves Beloniak – Piaf (La Môme) - Stéphane Roche – Persepolis (Persépolis) |
| Legjobb eredeti forgatókönyv     | - Abdellatif Kechiche – A kuszkusz titka (La graine et le mulet) - Julie Delpy – 2 nap Párizsban (2 Days in Paris) - Anne le Ny – Ceux qui restent - Laurent Tirard és Grégoire Vigneron – Molière - Olivier Dahan – Piaf (La Môme) |
| Legjobb adaptáció                | - Marjane Satrapi és Vincent Paronnaud – Persepolis (Persépolis) - Christine Carrière – Darling - Claude Berri – Egyedül nem megy (Ensemble, c'est tout) - Ronald Harwood – Szkafander és pillangó (Le scaphandre et le papillon) - Claude Miller és Nathalie Carter – Un secret |
| Legjobb filmzene                 | - Alex Beaupain – Szerelmesdalok (Les chansons d'amour) - Olivier Bernet – Persepolis (Persépolis) - Alexandre Desplat – Közeli ellenségek (L'ennemi intime) - Zbigniew Preisner – Un secret - Archie Shepp – Faut que ça danse ! |
| Legjobb hang                     | - Laurent Zeilig, Pascal Villard, Jean-Paul Hurier – Piaf (La Môme) - Antoine Deflandre, Germain Boulay és Eric Tisserand – Közeli ellenségek (L'ennemi intime) - Guillaume Le Braz, Valérie Deloof, Agnès Ravez és Thierry Delor – Szerelmesdalok (Les chansons d'amour) - Thierry Lebon, Eric Chevallier és Samy Bardet – Persepolis (Persépolis) - Jean-Paul Mugel, Francis Wargnier és Dominique Gaborieau – Szkafander és pillangó (Le scaphandre et le papillon) |
| Legjobb díszlet                  | - Olivier Raoux – Piaf (La Môme) - Françoise Dupertuis – Molière - Thierry Flamand (ADC) – Második nekifutás (Le deuxième souffle) - Jean-Pierre Kohut Svelko – Un secret - Christian Marti – A szegények hercege (Jacquou le croquant) |
| Legjobb jelmez                   | - Marit Allen – Piaf (La Môme) - Jacqueline Bouchard – Un secret - Corinne Jorry – Második nekifutás (Le deuxième souffle) - Pierre-Jean Larroque – Molière - Jean-Daniel Vuillermoz – A szegények hercege (Jacquou le croquant) |
| Legjobb elsőfilm                 | - Persepolis (Persépolis), rendezte: Marjane Satrapi és Vincent Paronnaud - Ceux qui restent. rendezte: Anne le Ny - Et toi t'es sur qui ?, rendezte: Lola Doillon - Tout est pardonné, rendezte Mia Hansen-Love - Vízi liliomok (Naissance des pieuvres), rendezte: Céline Sciamma |
| Legjobb dokumentum rövidfilm     | - A terror ügyvédje (L'avocat de la terreur), rendezte: Barbet Schroeder - Állati szerelmek (Les animaux amoureux), rendezte: Laurent Charbonnier - Les Lip, l'imagination au pouvoir, rendezte: Christian Rouaud - Retour en Normandie, rendezte: Nicolas Philibert - Világra jönni (Le premier cri), rendezte: Gilles de Maistre |
| Legjobb rövidfilm                | - Le Mozart des pickpockets, rendezte: Philippe Pollet-Villar - Deweneti, rendezte: Dyana Gaye - La promenade, rendezte: Marina de Van - Premier voyage, rendezte: Grégoire Sivan - Rachel, rendezte: Frédéric Mermoud |
| Legjobb külföldi film            | - A mások élete (Das Leben der Anderen), rendezte: Florian Henckel von Donnersmarck ( GER) - 4 hónap, 3 hét, 2 nap (4 luni, 3 saptamani si 2 zile), rendezte: Cristian Mungiu ( ROM, BEL) - Az éjszaka urai (We Own the Night), rendezte: James Gray ( USA) - Eastern Promises – Gyilkos ígéretek (Eastern Promises), rendezte: David Cronenberg ( GBR, CAN, USA) - A másik oldalon (Auf der Anderen Seite), rendezte Fatih Akın ( TUR, GER, ITA)                      |
| Tiszteletbeli César:             | - Roberto Benigni - Jeanne Moreau - Romy Schneider |

## Többszörös jelölések és elismerések
A statisztikában a különdíjak nem lettek figyelembe véve.
| Jelölés | Díj | Magyar cím             | Eredeti cím                  |
| ------- | --- | ---------------------- | ---------------------------- |
| 11      | 5   | Piaf                   | La Môme                      |
| 11      | 1   | –––                    | Un secret                    |
| 7       | 2   | Szkafander és pillangó | Le scaphandre et le papillon |
| 6       | 2   | Persepolis             | Persépolis                   |
| 5       | 4   | A kuszkusz titka       | La graine et le mulet        |
| 4       | 1   | Szemtanúk              | Les témoins                  |
| 4       | 1   | Szerelmesdalok         | Les chansons d'amour         |
| 4       | 0   | Molière                | Molière                      |
| 3       | 1   | Egyedül nem megy       | Ensemble, c'est tout         |
| 3       | 0   | –––                    | Ceux qui restent             |
| 3       | 0   | –––                    | Faut que ça danse !          |
| 3       | 0   | Közeli ellenségek      | L'ennemi intime              |
| 3       | 0   | Második nekifutás      | Le deuxième souffle          |
| 3       | 0   | Vízi liliomok          | Naissance des pieuvres       |
| 2       | 0   | A szegények hercege    | Jacquou le croquant          |
| 2       | 0   | –––                    | Darling                      |